# Thanngraben bei Schwarzenbruck
Der Thanngraben ist eine Rhätsandsteinschlucht und beginnt westlich von Altenthann bei Schwarzenbruck im mittelfränkischen Landkreis Nürnberger Land. Die kleine und enge Schlucht endet nach etwa drei Kilometern an den Fröschauer Weihern nahe Rummelsberg.

## Beschreibung
Nahe Altenthann beginnt die kleine, ehemals wildromantisch anmutende Schlucht. Sie wird von stark verwitterten Felsformationen aus Sandstein umschlossen.
Ein Bach, der nahe der St.-Veit-Kirche in Althentann entspringt, gab der Schlucht ihren Namen. Im weiteren Verlauf befinden sich zahlreiche Quellen und nach etwa tausend Metern heißt der Bach dann Höhenbach. Er mündet zwischen Fröschau une Ochenbruck in die Schwarzach.
Am oberen Ende der Schlucht, wo grobkörnige und harte Sandsteine von weicheren unterlagert sind, wurde ein kleiner Fischteich künstlich angelegt. Nördlich des Teiches befindet sich ein Gedenkstein, der an den Bau des Hauptsammlers Altenthann erinnert. Das Abwasser von Altenthann wird verrohrt durch den Thanngraben der Kläranlage in Schwarzenbruck zugeführt. 2013 wurde eine breite, geschotterte Forststraße durch einen Teil der Schlucht gebaut und damit die malerische Anmutung beeinträchtigt.
Im oberen Teil der Schlucht wurden Felsenkeller angelegt, die jedoch einsturzgefährdet sind.

## Geologie
Im Lauf der Jahrtausende hat sich der Bach in die Schichten des Rhät-Lias-Sandsteins und der Oberen Feuerletten eingegraben und so natürliche Gesteinsaufschlüsse hervorgebracht.
Vor etwa 200 Millionen Jahren, in der Übergangszeit zwischen Trias (Oberer Keuper, Rhät) und Jura (Lias) gab es in Mittelfranken ein flaches Binnenmeer im Nordwesten und Festland im Südosten.
In diesem Meer wurden feinkörnige und sandige Sedimente abgelagert, die sich später zu Ton und Sandstein verfestigten.
Da man nicht klar unterscheiden kann, welche der Gesteine dem Rhät und welche dem Lias zuzuordnen sind, bezeichnet man diese als Rhät-Lias-Übergangsschichten.
An den Oberhängen und am Oberlauf des Thanngrabens findet man den braun-grauen Rhätsandstein.

## Tourismus
Der Thanngraben stellt ein nahtouristisches Ausflugsziel dar und ist ganzjährig zugänglich. Der markierte Wanderweg Fränkischer Jakobsweg führt durch die Schlucht. Einige Kilometer westlich befindet sich die Schwarzachklamm.

## Bildergalerie

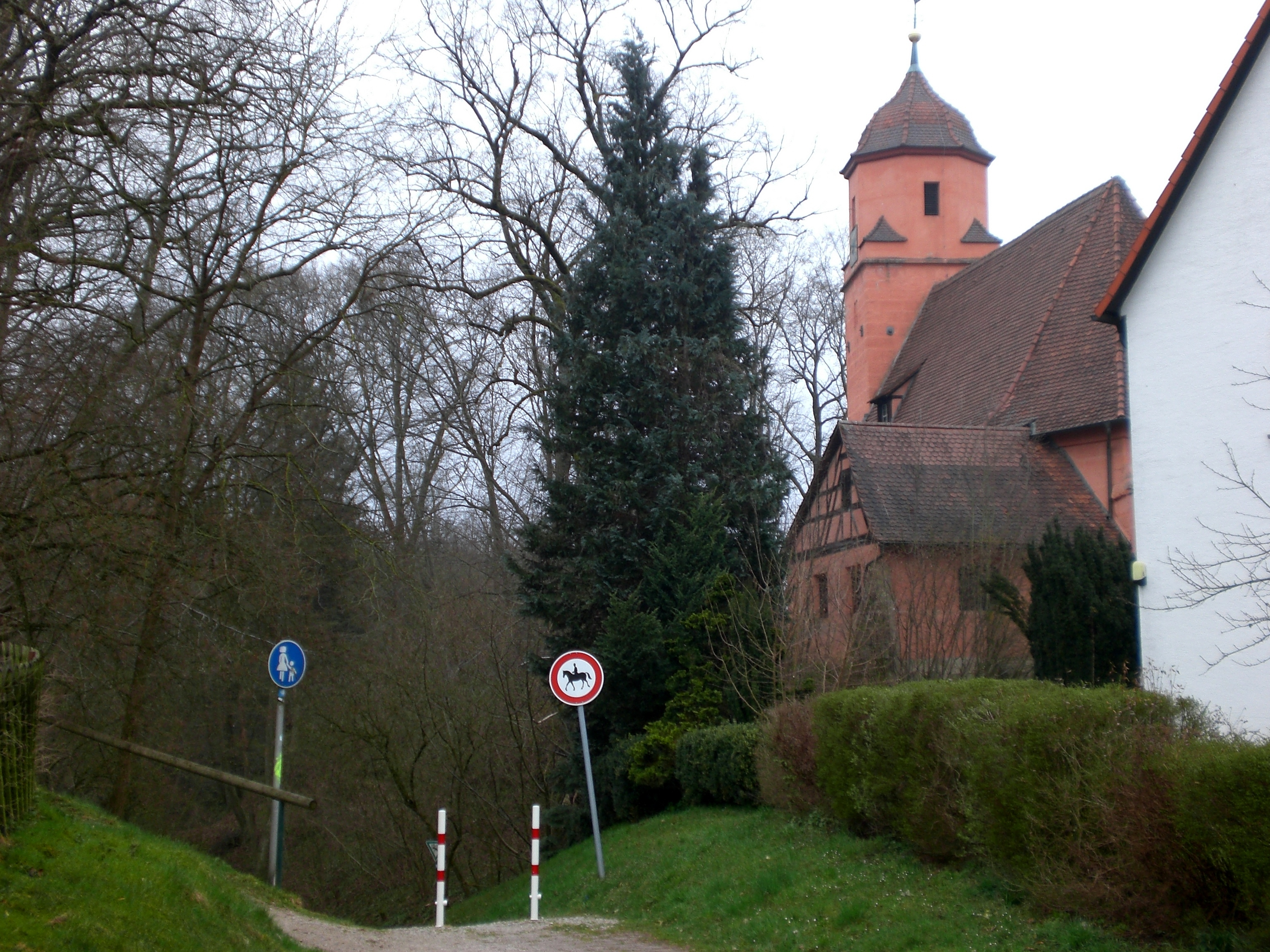
St. Veit in Altenthann am Beginn des Thanngrabens
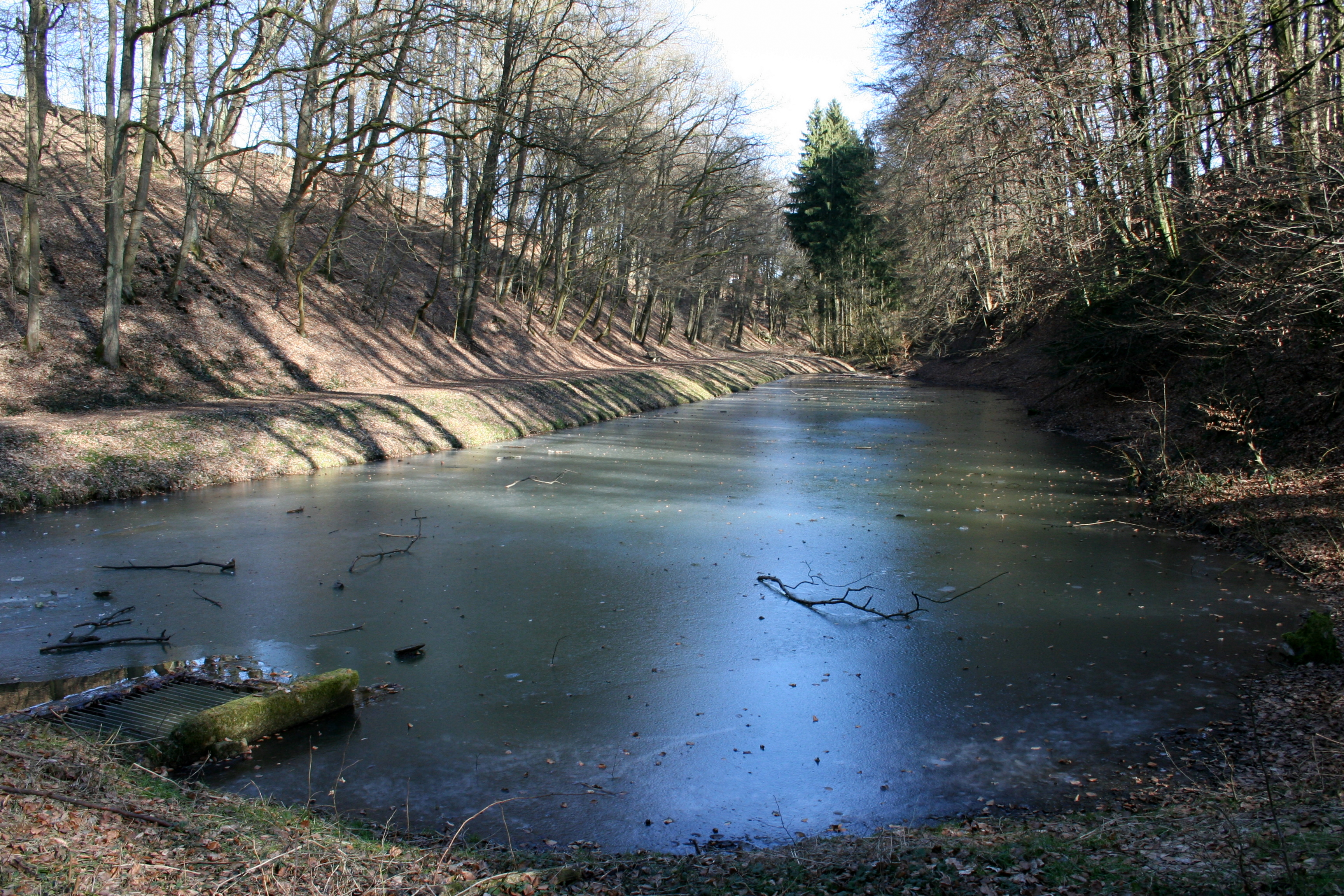
Fischweiher im Winter
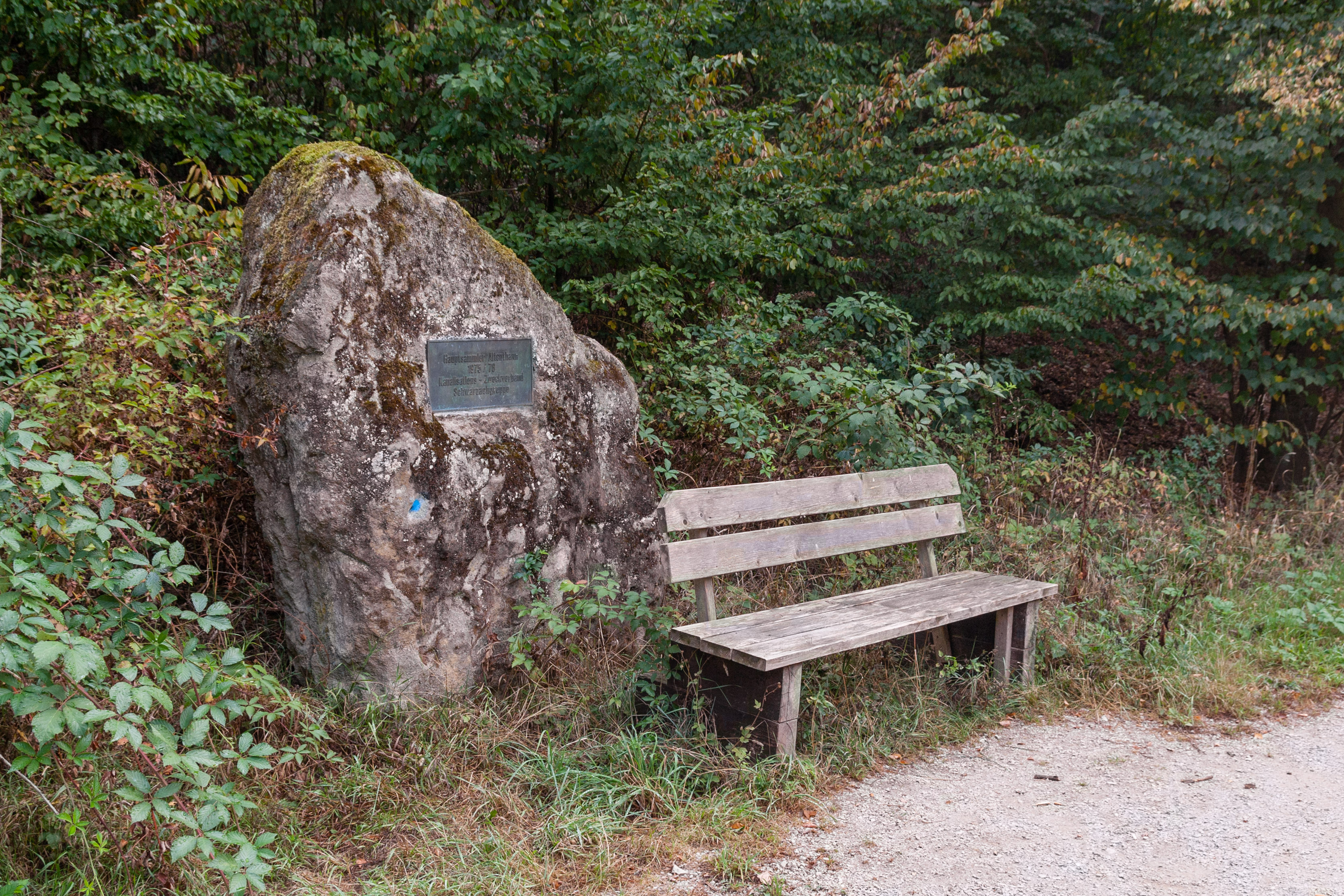
Gedenkstein Hauptsammler Altenthann
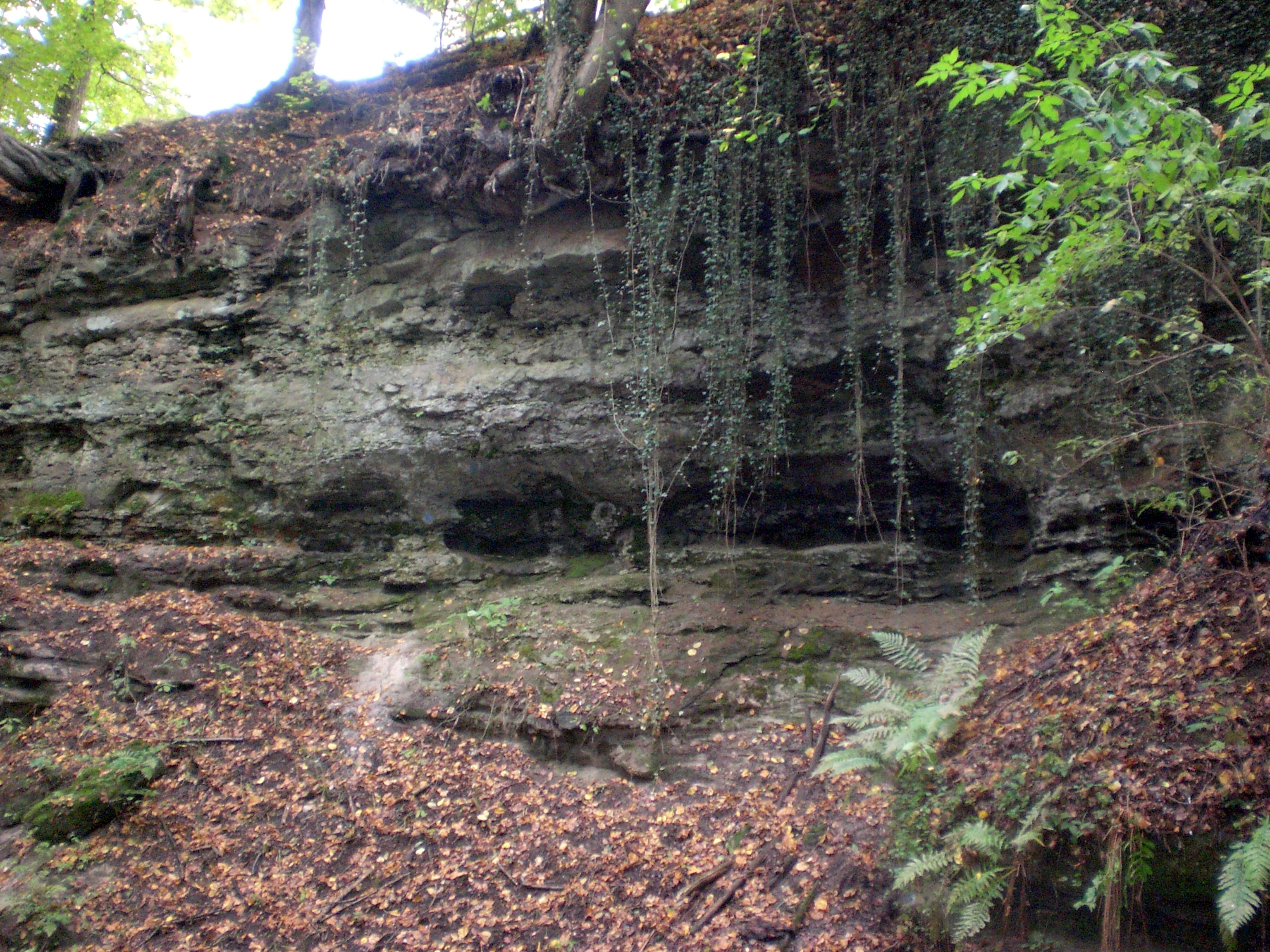
Felsen
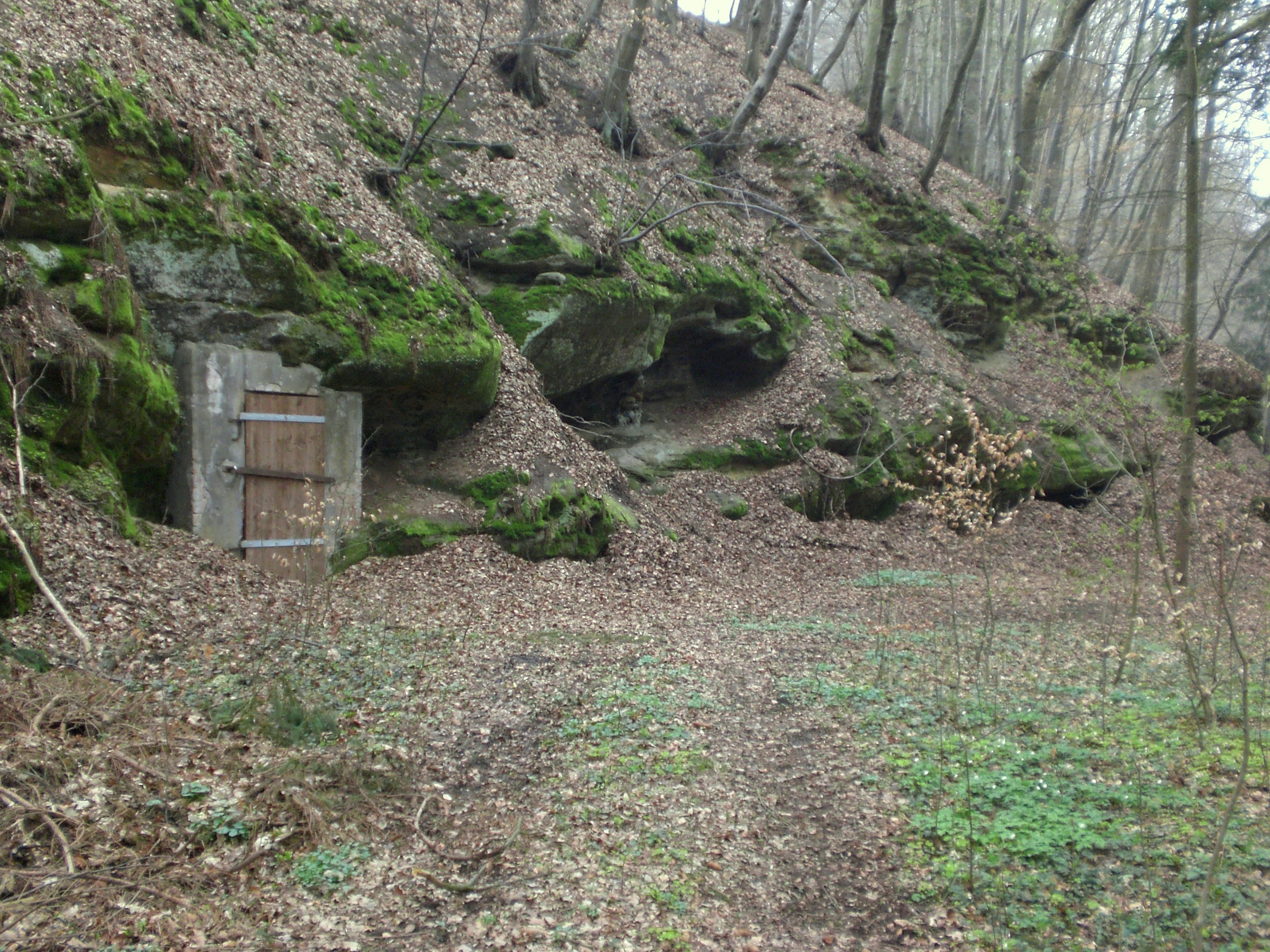
Felsen mit Felskeller
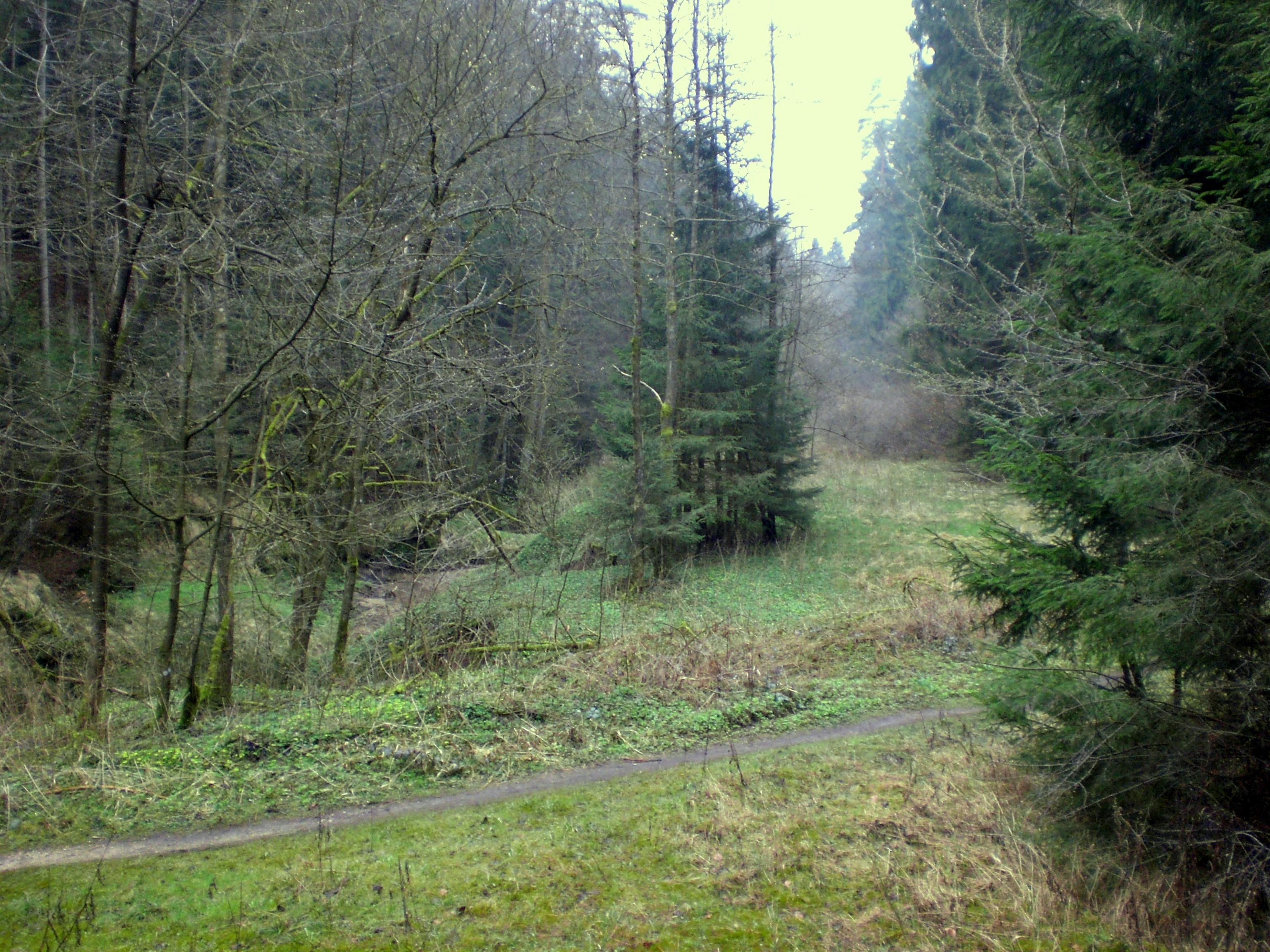
Thanngraben nahe Fröschau
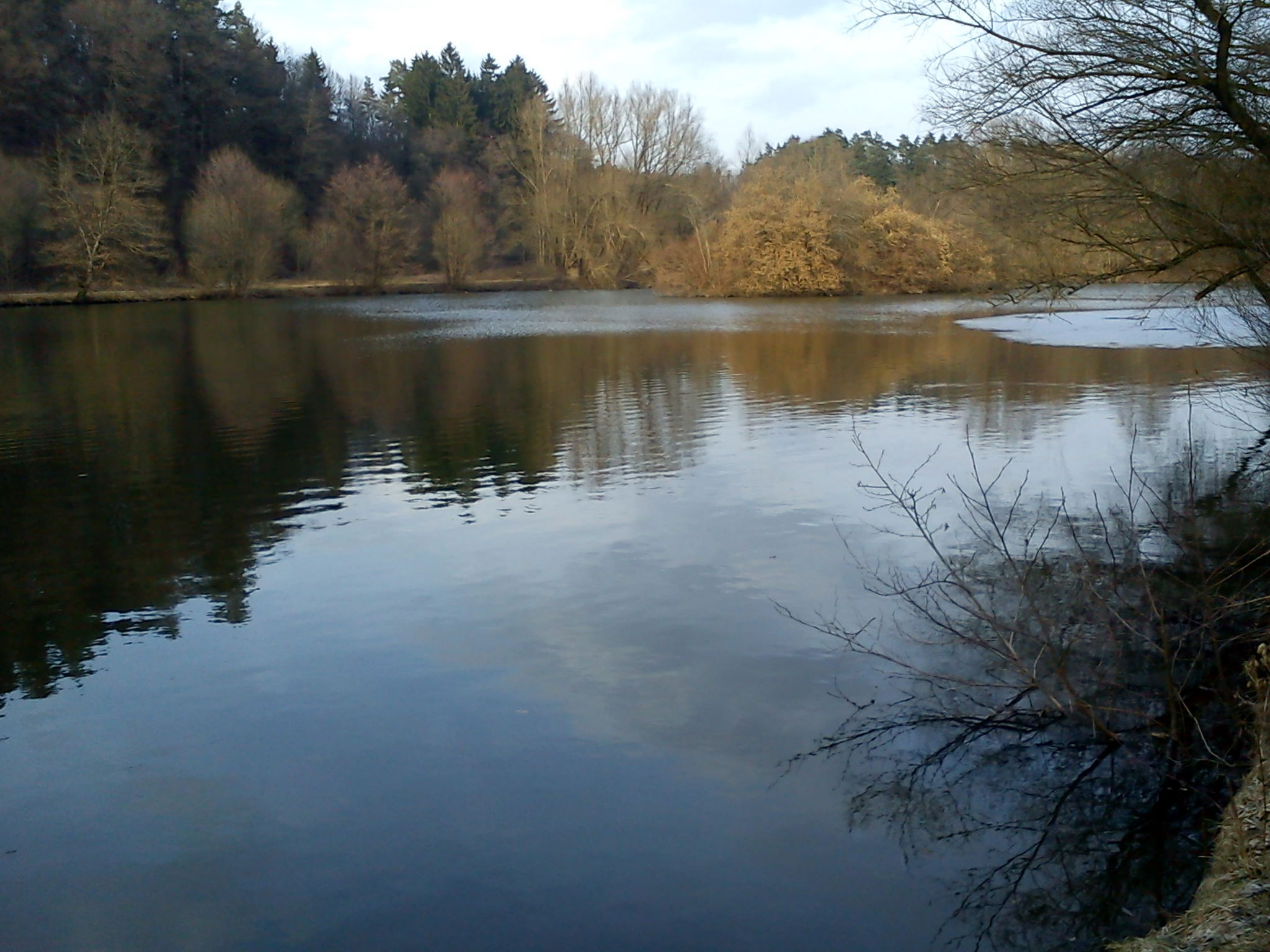
Fröschauer Weiher am Ende des Thanngrabens
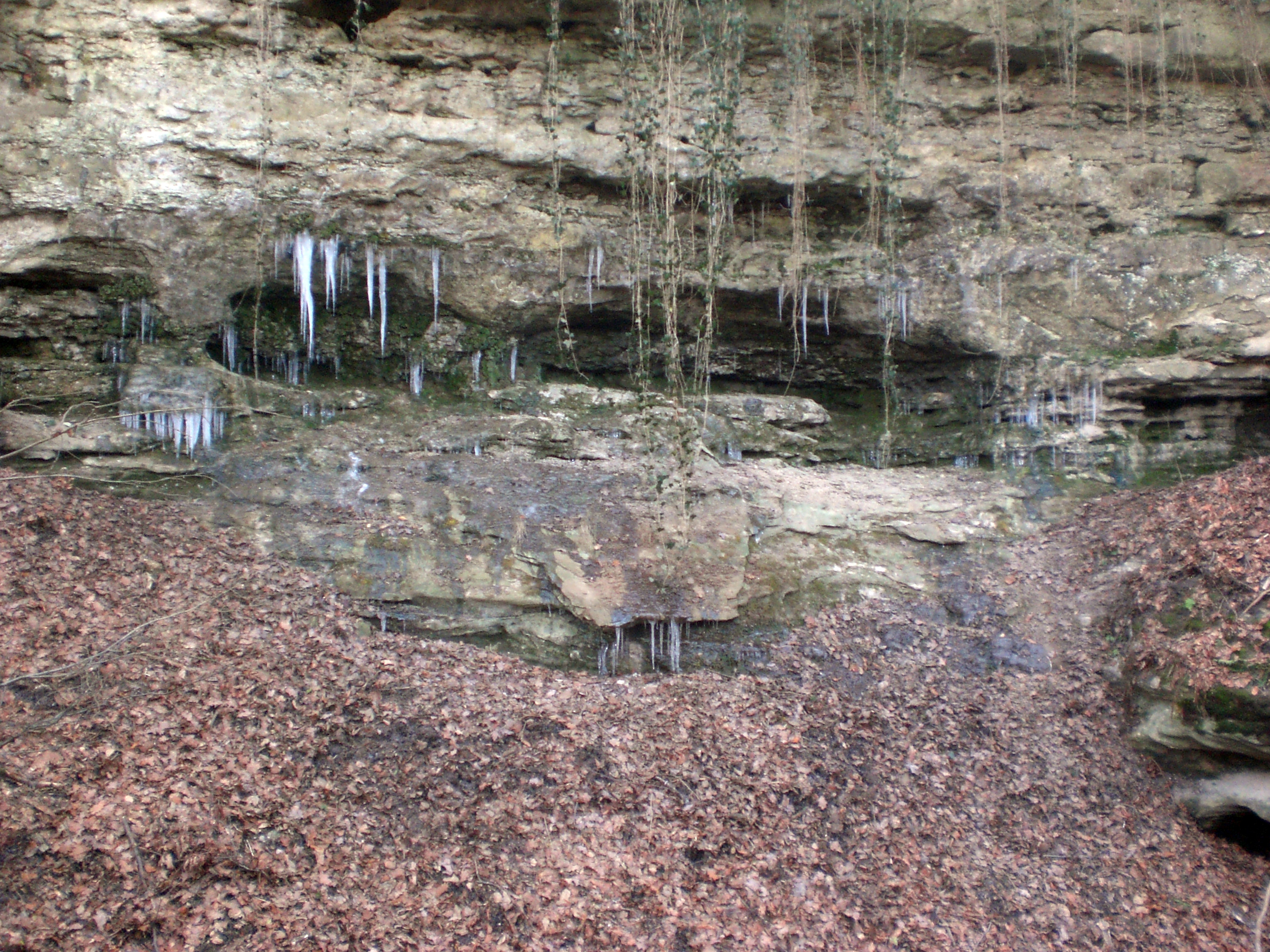
Eiszapfen am Fels